# Protomicrocotylidae
Famille

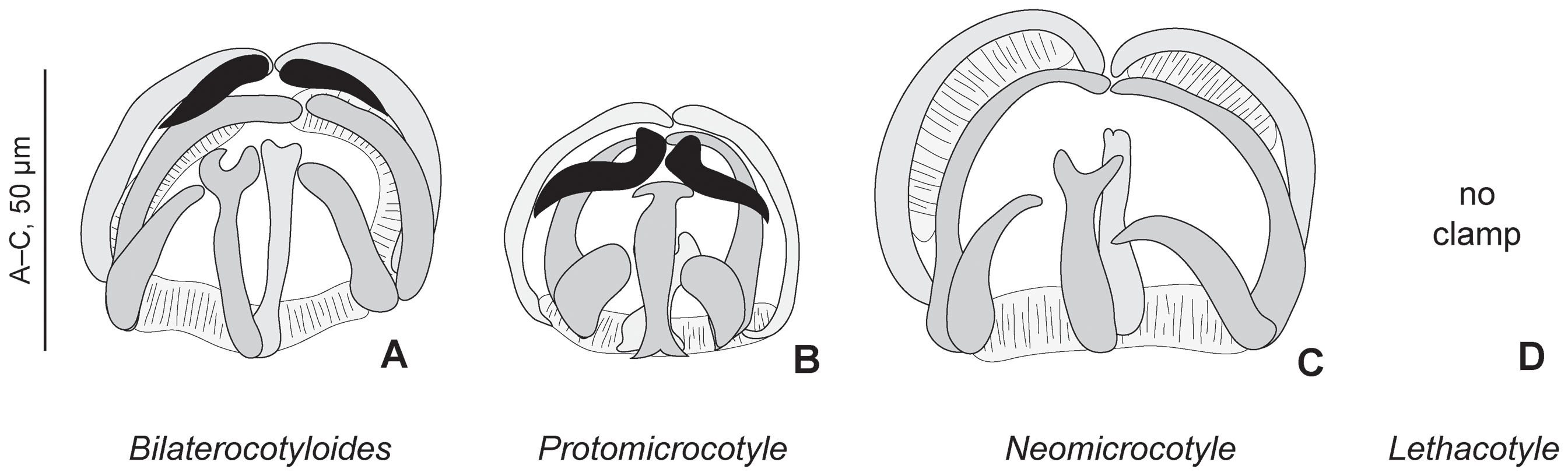
Les pinces des genres de Protomicrocotylidae: les sclérites accessoires (en noir) sont présents chez Bilaterocotyloides et Protomicrocotyle, mais absents chez Neomicrocotyle. Les pinces sont complètement absentes chez Lethacotyle

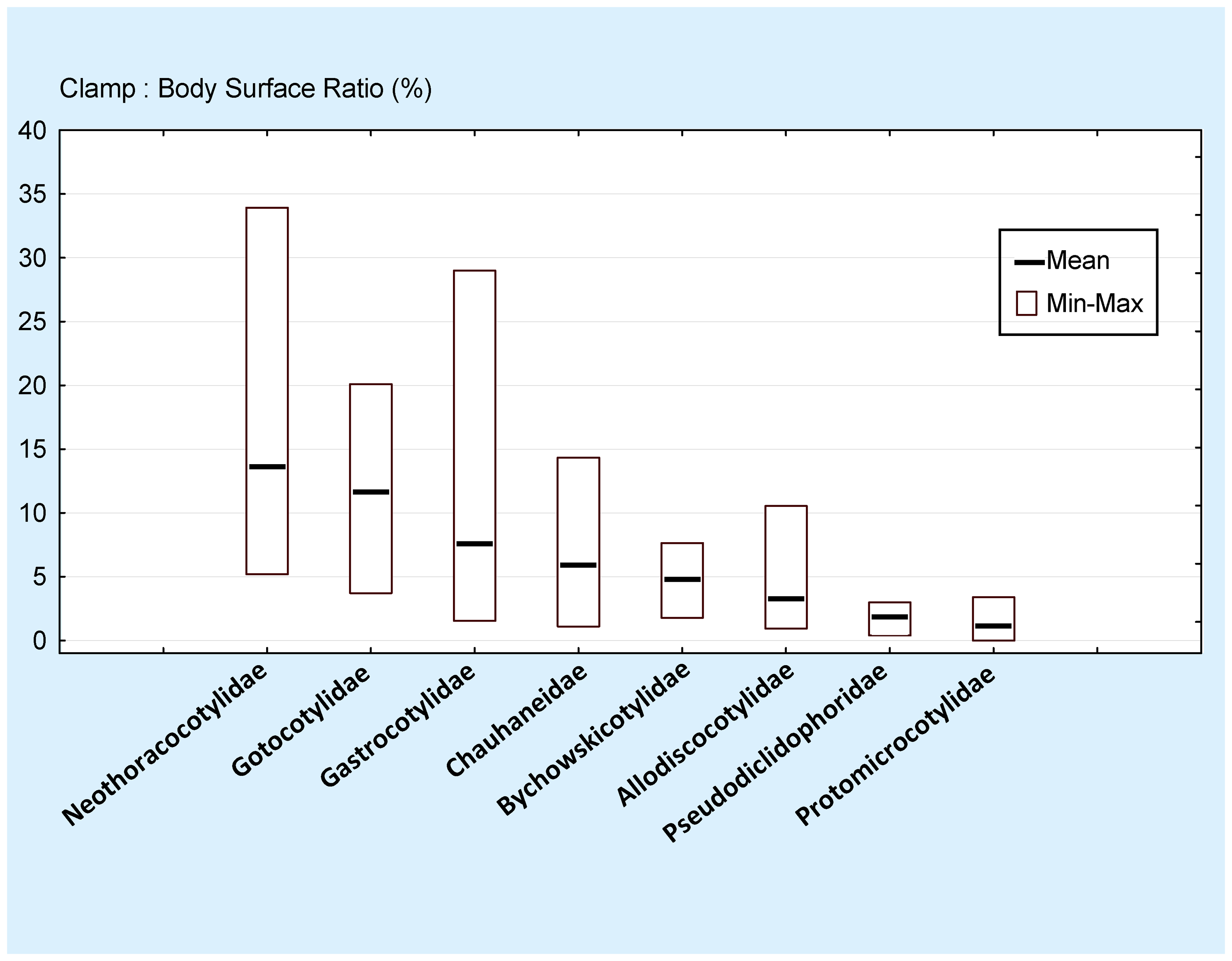
Rapport surface des pinces sur surface du corps chez huit familles de Monogènes: le rapport le plus bas est trouvé chez les Protomicrocotylidae,

Les Protomicrocotylidae sont une famille de monogènes de l'ordre des Mazocraeidea.
Le genre-type de la famille est Protomicrocotyle. Ce genre a été créé en 1922 par T. Harvey Johnston (d) et Oscar W. Tiegs (d) pour un ver qui avait été auparavant décrit sous le nom Acanthodiscus mirabile par MacCallum en 1918. Ce ver était un parasite d'une Carangue crevalle à l'Aquarium de New York. Johnston & Tiegs ont proposé de créer la sous-famille Protomicrocotylinae, qui a ensuite été élevée au niveau familial.
Les membres de cette famille sont des vers allongés, plats, longs de un à quelques millimètres,,,. L'appareil reproducteur comprend de nombreux testicules, localisés dans la partie antérieure du corps entre les cæca, et un seul ovaire postérieur. L'appareil copulateur mâle a généralement des épines. L'organe postérieur d'attachement ou hapteur, qui permet au ver de rester accroché à son hôte, a trois paires de crochets.
Comme la plupart des Monogènes Polyopisthocotylea, les membres de la famille Protomicrocotylidae ont des pinces sur leur  hapteur. Ces pinces sont du type Gastrocotylidae, c'est-à-dire qu'elles possèdent des sclérites accessoires en plus des autres sclérites, mais chez certains genres les pinces sont simplifiées en type Microcotylidae, c'est-à-dire qu'elles n'ont que cinq sclérites. Les pinces sont même absentes chez les membres du genre Lethacotyle,.
Justine et al., (2013), ont observé que les Protomicrocotylidae ont des structures spécialisés associées à leur organe d'attachement, telles que des volets latéraux et des stries transversales, qui ne sont pas connues chez d'autres Monogènes. Ils ont fait l'hypothèse que les pinces avaient été perdues de manière séquentielle pendant l'évolution, de manière simultanée avec l'apparition de nouvelles structures. Pour tester cette hypothèse, ils ont calculé la surface des pinces et du corps chez 120 espèces de Monogènes du groupe des Gastrocotylinea. C'est chez les Protomicrocotylidae que le rapport surface des pinces sur corps sur surface du corps était le plus bas. Ils ont conclu, que les pinces chez les Protomicrocotylidae étaient des organes vestigiaux, et que l'existence de pinces de type Gastrocotylidae et Microcotylidae (plus simples) à l'intérieur d'une seule famille était des étapes d'un processus évolutif, dont l'aboutissement est l'absence des pinces chez Lethacotyle.
Les Protomicrocotylidae sont tous parasites sur la branchie de poissons téléostéens, appartenant à seulement deux familles, les Carangidae (carangues) et les Sphyraenidae (barracudas). MacCallum (1918) a trouvé des vers très nombreux sur les branchies d'une Carangue crevalle et a remarqué qu'il n'avait  «aucun doute que par moments l'espèce pouvait être une menace sérieuse pour la vie du poisson».

## Liste des genres
Selon WoRMS 
- Bilaterocotyle Chauhan, 1945[5]
- Bilaterocotyloides Ramalingam, 1961
- Chauhanocotyle Khoche & Dad, 1975
- Lethacotyle Manter & Price, 1953[6],[1]
- Neomicrocotyle Ramalingam, 1960[7]
- Protomicrocotyle Johnston & Tiegs, 1922[3]
- Vallisiopsis Subhapradha, 1951
- Youngiopsis Lebedev, 1972